# Vitalij Popkov
Vitalij Popkov (in ucraino Віталій Попков?; Novoselycja, 16 giugno 1983) è un ex pistard e ciclista su strada ucraino, professionista dal 2007 al 2017. Con la Nazionale della pista ha vinto tre titoli europei Under-23, un argento mondiale Open e cinque gare di coppa del mondo.

## Carriera
A inizio carriera è su pista che trova i primi successi, disputando diverse gare coi connazionali Volodymyr Djudja, Roman Kononenko, Volodymyr Zahorodnij, Dmytro Hrabovs'kyj e Maksym Poliščuk ed ottenendo tre titoli europei Under-23 consecutivi nell'inseguimento a squadre (dal 2002 al 2004). Nel frattempo riesce anche a concludere ai vertici alcune prove della coppa del mondo Open, brillando sempre nell'inseguimento a squadre. Nel 2007 viene ingaggiato dalla ISD Sport-Donetsk ma si fa notare ancora su pista, cogliendo due successi in coppa del mondo a Los Angeles e il prezioso argento ai campionati del mondo 2007 di Palma di Maiorca, sempre nell'inseguimento a squadre.
Dopo il 2007 decide di dedicarsi maggiormente all'attività su strada, continuando comunque a correre su pista (vincerà ancora una gara di coppa del mondo nell'inseguimento, nel 2009 a Cali). Nel 2008 ottiene un successo nel prologo di una piccola corsa ucraina e nel 2009 vince una tappa e la classifica generale del Tour of Szeklerland, corsa romena. Ad ottobre trova infine il successo in una tappa a cronometro dei campionati ucraini, uno dei pochi che decide il vincitore dopo una corsa a tappe. Nel 2010 ottiene quindi ben dieci successi su strada. Ad aprile vince il Grand Prix of Donetsk e si aggiudica due tappe e la classifica finale del Grand Prix of Adygeya. A maggio conclude al terzo posto il Five Rings of Moscow, con una vittoria di tappa; ottiene altre vittorie in Polonia, al Grand Prix Jasnej Góry-Czestochowa, e in Norvegia, al Rogaland Grand Prix, cogliendo anche un piazzamento nel Ringerike Grand Prix. In giugno ottiene due importanti vittorie nei campionati nazionali vincendo sia la prova in linea che quella a cronometro, mentre in luglio vince ancora una tappa del Tour of Szeklerland.
Nel 2011 lo sponsor della ISD si associa alla Lampre e venne perciò creata una formazione Continental, la ISD-Lampre. Popkov torna al successo nel 2012, vincendo il Grand Prix of Moscow, la Race Horizon Park in patria, una tappa della Wyścig Solidarności i Olimpijczyków e una della Dookoła Mazowsza in Polonia, e infine, per la seconda volta, la classifica generale del Tour of Szeklerland. Nel 2013 è ancora plurivittorioso nelle gare est-europee: si aggiudica infatti una tappa al Grand Prix of Sochi e una al Grand Prix of Adygeya in Russia (si piazza rispettivamente terzo e secondo della generale), una tappa al Tour d'Azerbaïdjan, una frazione e la graduatoria finale al Wyścig Solidarności i Olimpijczyków, e infine la cronoscalata del Tour of Szeklerland, in cui conclude secondo della generale.

## Palmarès

### Pista
- 2002

Campionati europei, Inseguimento a squadre Under-23 (con Volodymyr Djudja, Roman Kononenko e Volodymyr Zahorodnij)
- 2003

Campionati europei, Inseguimento a squadre Under-23 (con Volodymyr Djudja, Roman Kononenko e Volodymyr Zahorodnij)
3ª prova Coppa del mondo, Inseguimento a squadre (Città del Capo, con Volodymyr Djudja, Oleksandr Symonenko e Volodymyr Zahorodnij)
- 2004

Campionati europei, Inseguimento a squadre Under-23 (con Volodymyr Djudja, Dmytro Hrabovs'kyj e Maksym Poliščuk)
1ª prova Coppa del mondo 2004-2005, Inseguimento a squadre (Mosca, con Volodymyr Djudja, Roman Kononenko e Volodymyr Zahorodnij)
- 2007

3ª prova Coppa del mondo 2006-2007, Inseguimento individuale (Los Angeles)
3ª prova Coppa del mondo 2006-2007, Inseguimento a squadre (Los Angeles, con Ljubomyr Polatajko, Maksym Poliščuk e Vitalij Ščedov)
- 2009

3ª prova Coppa del mondo 2009-2010, Inseguimento individuale (Cali)
- 2013

Memorial Lesnikov, Corsa a punti
- 2014

Memorial Lesnikov, Corsa a punti

### Strada
- 2008 (ISD Sport-Donetsk, una vittoria)

Prologo Tour de Ribas (cronometro)
- 2009 (ISD Sport-Donetsk, due vittorie)

1ª tappa Tour of Szeklerland (Miercurea Ciuc > Miercurea Ciuc)
Classifica generale Tour of Szeklerland
tappa dei campionati ucraini (cronometro)
- 2010 (ISD-Continental, dieci vittorie)

Grand Prix of Donetsk
Prologo Grand Prix of Adygeya (Majkop, cronometro)
3ª tappa Grand Prix of Adygeya (Majkop > Majkop)
Classifica generale Grand Prix of Adygeya
3ª tappa Five Rings of Moscow (Mosca > Mosca)
Grand Prix Jasnej Góry-Czestochowa
Rogaland Grand Prix
Campionati ucraini, Prova in linea
Campionati ucraini, Prova a cronometro
1ª tappa Tour of Szeklerland (Lunca de Jos > Pasul Pongrácz)
- 2012 (ISD-Continental, cinque vittorie)

Grand Prix of Moscow
Race Horizon Park
6ª tappa Wyścig Solidarności i Olimpijczyków (Jasło > Jarosław)
5ª tappa Dookoła Mazowsza (Szydłowiec, cronometro)
Classifica generale Tour of Szeklerland
- 2013 (ISD-Continental, sei vittorie)

1ª tappa Grand Prix of Sochi (Krasnodar > Anapa)
2ª tappa Grand Prix of Adygeya (Majkop > Majkop)
3ª tappa Tour d'Azerbaïdjan (Qabala > Qabala)
1ª tappa Wyścig Solidarności i Olimpijczyków (Lublino > Krosno)
Classifica generale Wyścig Solidarności i Olimpijczyków
3ª tappa Tour of Szeklerland (Harmaskereszt > Harghita-Băi, cronometro)

#### Altri successi
- 2013 (ISD-Continental)

Classifica a punti Wyścig Solidarności i Olimpijczyków

## Piazzamenti

### Competizioni mondiali
- Campionati del mondo su strada

Copenaghen 2011 - Cronometro Elite: 56º
- Campionati del mondo su pista

Palma di Maiorca 2007 - Inseguimento individuale: 14º
Palma di Maiorca 2007 - Inseguimento a squadre: 2º
Manchester 2008 - Inseguimento individuale: 18º
Manchester 2008 - Inseguimento a squadre: 10º
Ballerup 2010 - Inseguimento individuale: 9º
Ballerup 2010 - Inseguimento a squadre: 5º
Melbourne 2012 - Inseguimento a squadre: 13º
- Giochi olimpici

Atene 2004 - Inseguimento a squadre: 6º
Pechino 2008 - Inseguimento individuale: 14º